# Frontera entre la Xina i Myanmar
La frontera entre la Xina i Myanmar és una línia de 2.129 kilòmetres d'extensió en sentit nord-est-sud-oest, que separa el nord-oest de Myanmar del sud-est de la República Popular de la Xina. Molt muntanyosa, aquesta frontera comença al trifini entre els dos estats amb l'Índia, a prop del Hkakabo Razi (5.581 m), i acaba al trifini amb Laos, vorejant el riu Mekong. Correspon, per a Birmània, als límits orientals de l'estat Kachin i l'estat Shan, i per a la Xina, als límits occidentals de Yunnan. Ha existit des de 1274, però el seu disseny definitiu és recent, resultat d'un tractat el gener de 1961.

## Història
La frontera dels dos estats es troba en una zona perifèrica, de difícil accés, lluny de les zones de majoria ètnica (bamar i han). La qüestió del seu traçat no va sorgir abans de 1253, quan els mongols de la futura dinastia Yuanvan derrotar el regne de Dali, d'ètnia bai, que estava entre els dos. En 1274, la van convertir a la província xinesa de Yunnan.
L'oest i el sud de Yunnan, igual que el nord i l'est de Birmània, són poblades amb nombrosos grups ètnics, principalment els katxin i shan, formant principats més o menys independents (Hsenwi, Mong Mao, etc.) i que, segons la força dels poders centrals, eren tributaris o feien incursions per saquejar els seus territoris. En aquesta lluita per la influència, la Xina tenia un lleuger avantatge, però no per convertir-lo en la dominació efectiva (després dels Yuan en 1303, van aixafar un exèrcit Ming en 1413, tenint Mong Mao pel rei de Birmània Bayinnaung en 1563, guerres entre Hsinbyushin i l'emperador Qianlong de Qing en 1765-1769).
En el segle XIX es van afeblir els dos estats, però a partir de la caiguda de la dinastia Konbaung en 1885, els interessos birmans van caure a mans de l'Índia britànica, mentre que la Xina es va enfonsar en l'anarquia. La solució de les qüestions frontereres va ser, per tant, principalment en benefici de Birmània. Kokang, per exemple, encara que ètnciament xinès, va estar sota el domini britànic des del 1897.
En general, la frontera no coincideix amb la distribució ètnica, que està molt dispersa: els de'ang/palaung, jingpo/katxin, lahu, lisu, wa i yao es troben en ambdós costats (i en molts països limítrofs).